# Gilmore Girls/Episodenliste

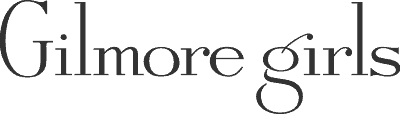
Logo zur Serie

Diese Episodenliste enthält alle Episoden der US-amerikanischen Fernsehserie Gilmore Girls sortiert nach der US-amerikanischen Erstausstrahlung. Zwischen 2000 und 2007 entstanden in sieben Staffeln 153 Episoden mit einer Länge von jeweils etwa 42 Minuten. Der Video-on-Demand-Anbieter Netflix produzierte 2016 eine Fortsetzung in Form einer Miniserie, mit vier etwa 90-minütigen Folgen.

## Übersicht
| Staffel        | Episodenanzahl | Erstausstrahlung USA | Erstausstrahlung USA | Deutschsprachige Erstausstrahlung | Deutschsprachige Erstausstrahlung |
| Staffel        | Episodenanzahl | Staffelpremiere      | Staffelfinale        | Staffelpremiere                   | Staffelfinale                     |
| -------------- | -------------- | -------------------- | -------------------- | --------------------------------- | --------------------------------- |
| 1              | 21             | 5. Oktober 2000      | 10. Mai 2001         | 24. Februar 2004                  | 23. März 2004                     |
| 2              | 22             | 9. Oktober 2001      | 21. Mai 2002         | 24. März 2004                     | 26. April 2004                    |
| 3              | 22             | 24. September 2002   | 20. Mai 2003         | 27. April 2004                    | 27. Mai 2004                      |
| 4              | 22             | 23. September 2003   | 18. Mai 2004         | 4. Oktober 2004                   | 5. November 2004                  |
| 5              | 22             | 21. September 2004   | 17. Mai 2005         | 7. November 2005                  | 6. Dezember 2005                  |
| 6              | 22             | 13. September 2005   | 9. Mai 2006          | 26. August 2006                   | 6. Februar 2007                   |
| 7              | 22             | 26. September 2006   | 15. Mai 2007         | 26. Oktober 2007                  | 14. März 2008                     |
| Ein neues Jahr | 4              | 25. November 2016    | 25. November 2016    | 25. November 2016                 | 25. November 2016                 |

## Staffel 1
Die Erstausstrahlung der ersten Staffel war vom 5. Oktober 2000 bis zum 10. Mai 2001 auf dem US-amerikanischen Fernsehsender The WB zu sehen. Die deutschsprachige Erstausstrahlung lief vom 24. Februar bis zum 23. März 2004 auf dem österreichischen Fernsehsender ORF eins.
| Nr. (ges.) | Nr. (St.) | Deutscher Titel           | Originaltitel                           | Erstausstrahlung USA | Deutschsprachige Erstausstrahlung (A) | Regie                 | Drehbuch                                                |
| --- | --------- | ------------------------- | --------------------------------------- | -------------------- | ------------------------------------- | --------------------- | ------------------------------------------------------- |
| 1 | 1         | Alles auf Anfang          | Pilot                                   | 5. Okt. 2000         | 24. Feb. 2004                         | Lesli Linka Glatter   | Amy Sherman-Palladino                                   |
| Die 32-jährige Lorelai Gilmore lebt mit ihrer 16-jährigen Tochter Rory in der fiktiven Kleinstadt Stars Hollow und leitet dort das Hotel Independence Inn. Als die begabte Rory die Möglichkeit bekommt, auf die elitäre Privatschule Chilton zu wechseln und sich so ihren Traum erfüllen könnte, in Harvard zu studieren, ist Lorelai allerdings nicht in der Lage, das Schulgeld zu bezahlen. Um ihrer Tochter aber diese Möglichkeit nicht zu verwehren, bittet sie ihre wohlhabenden Eltern, Richard und Emily Gilmore um ein Darlehen. Lorelai hat seit ihrer Kindheit eine komplizierte Beziehung zu ihren Eltern und nachdem sie mit 16 schwanger wurde und sich weigerte, Rorys Vater zu heiraten, war der Kontakt fast abgebrochen. Ihre Eltern gewähren ihr den Kredit, stellen allerdings die Bedingung, Rory und Lorelai jeden Freitag zum Abendessen zu sehen, um wieder an dem Leben der beiden teilnehmen zu können. Rory lernt indes in ihren letzten Schultagen an der Stars Hollow High den neuen Schüler Dean kennen, der ihr auch ganz zugetan zu sein scheint. Der Schulwechsel kommt für sie so ins Wanken und sie streitet sich darüber mit ihrer Mutter. Bei dem ersten Essen im Gilmore-Haus kommt es zu einem Streit zwischen Emily und Lorelai, wodurch Rory auch von dem Darlehen ihrer Großeltern erfährt. Gerührt entscheidet sie sich, doch nach Chilton zu gehen. |           |                           |                                         |                      |                                       |                       |                                                         |
| 2 | 2         | Ein klassischer Fehlstart | The Lorelais’ First Day at Chilton      | 12. Okt. 2000        | 25. Feb. 2004                         | Arlene Sanford        | Amy Sherman-Palladino                                   |
| Rorys erster Schultag in Chilton beginnt chaotischer als geplant. Nachdem Lorelai verschläft und keine Zeit mehr hat, ihr Kostüm aus der Reinigung zu holen, ist sie gezwungen in kurzen Jeans und Springerstiefeln Rory nach Hartfort zu bringen. Im Büro des Direktors trifft sie dann überraschend auf ihre Mutter, die von diesem Auftritt schockiert ist. Direktor Hanlin Charleston warnt Rory, dass die Ansprüche in Chilton sehr hoch sind und sie so leicht versagen könnte. Auch die Klassenbeste Paris ist von Rorys Auftauchen nicht begeistert und befürchtet ihre Konkurrenz. Während Rory versucht, den ersten Schultag zu meistern, gerät sie mehrmals mit den hohen Erwartungen und Paris aneinander, so zerstört sie auch versehentlich ein Modell von ihr. Als Paris sich aber auch nach mehreren Annäherungsversuchen seitens Rory nicht helfen lassen will, gelingt es Rory, Paris mit ihrem Wissen im Unterricht auszubooten und sich die Anerkennung einiger Lehrer zu sichern. Lorelai kämpft derweil mit den ständigen Einmischungsversuchen ihrer Mutter, so will diese einen DSL-Anschluss und einen Parkplatz für Rory kaufen. Lorelai macht Emily darauf klar, dass sie nicht das Recht hat, solche Entscheidungen zu treffen. Außerdem kommt ein Vater einer Chilton-Schülerin, den Lorelai und Rory am Morgen zufällig trafen, ins Dragonfly Inn und bittet sie um ein Date. Lorelai schlägt das Angebot aber aus und in einem Gespräch mit Luke zeigt er sich deutlich eifersüchtig darüber. Nachdem Lorelai Rory von der Schule abgeholt hat, lässt Rory diesen ersten Schultag dann noch einmal mit ihrer Mutter und ihrer besten Freundin Lane Revue passieren. |           |                           |                                         |                      |                                       |                       |                                                         |
| 3 | 3         | Familie mit Handicap      | Kill Me Now                             | 19. Okt. 2000        | 26. Feb. 2004                         | Adam Nimoy            | Joanne Waters                                           |
| 4 | 4         | Mit Pauken und Trompeten  | The Deer-Hunters                        | 26. Okt. 2000        | 27. Feb. 2004                         | Alan Myerson          | Jed Seidel                                              |
| 5 | 5         | Katzenjammer              | Cinnamon’s Wake                         | 2. Nov. 2000         | 1. März 2004                          | Michael Katleman      | Daniel Palladino                                        |
| 6 | 6         | Alptraum Geburtstag       | Rory’s Birthday Parties                 | 9. Nov. 2000         | 2. März 2004                          | Sarah Pia Anderson    | Amy Sherman-Palladino                                   |
| 7 | 7         | Ein Kuss mit Folgen       | Kiss and Tell                           | 16. Nov. 2000        | 3. März 2004                          | Rodman Flender        | Jenji Kohan                                             |
| 8 | 8         | Schneechaos               | Love and War and Snow                   | 14. Dez. 2000        | 4. März 2004                          | Alan Myerson          | Joan Binder Weiss                                       |
| 9 | 9         | Kopfüber in die Nacht     | Rory’s Dance                            | 20. Dez. 2000        | 5. März 2004                          | Lesli Linka Glatter   | Amy Sherman-Palladino                                   |
| 10 | 10        | Vergeben und vergessen    | Forgiveness and Stuff                   | 21. Dez. 2000        | 8. März 2004                          | Bethany Rooney        | John Stephens                                           |
| 11 | 11        | Kuss und Schluss          | Paris Is Burning                        | 11. Jan. 2001        | 9. März 2004                          | David Petrarca        | Joan Binder Weiss                                       |
| 12 | 12        | Doppelt hält besser       | Double Date                             | 18. Jan. 2001        | 10. März 2004                         | Lev L. Spiro          | Amy Sherman-Palladino                                   |
| 13 | 13        | Concertus Interruptus     | Concert Interruptus                     | 15. Feb. 2001        | 11. März 2004                         | Bruce Seth Green      | Elaine Arata                                            |
| 14 | 14        | Küken-Alarm               | That Damn Donna Reed                    | 22. Feb. 2001        | 12. März 2004                         | Michael Katleman      | Daniel Palladino & Amy Sherman-Palladino                |
| 15 | 15        | Sex mit dem Ex            | Christopher Returns                     | 1. März 2001         | 15. März 2004                         | Michael Katleman      | Daniel Palladino                                        |
| 16 | 16        | Chaos der Gefühle         | Star-Crossed Lovers and Other Strangers | 8. März 2001         | 16. März 2004                         | Lesli Linka Glatter   | John Stephens, Linda Loiselle Guzik & Joan Binder Weiss |
| 17 | 17        | Tal der Tränen            | The Breakup, Part 2                     | 15. März 2001        | 17. März 2004                         | Nick Marck            | Amy Sherman-Palladino                                   |
| 18 | 18        | Die vierte Generation     | The Third Lorelai                       | 22. März 2001        | 18. März 2004                         | Michael Katleman      | Amy Sherman-Palladino                                   |
| 19 | 19        | Zimmerservice             | Emily in Wonderland                     | 26. Apr. 2001        | 19. März 2004                         | Perry Lang            | John Stephens & Linda Loiselle Guzik                    |
| 20 | 20        | Drei magische Worte       | P.S. I Lo…                              | 3. Mai 2001          | 22. März 2004                         | Lev L. Spiro          | Elaine Arata & Joan Binder Weiss                        |
| 21 | 21        | Alte Liebe, neues Glück   | Love, Daisies and Troubadours           | 10. Mai 2001         | 23. März 2004                         | Amy Sherman-Palladino | Daniel Palladino                                        |

## Staffel 2
Die Erstausstrahlung der zweiten Staffel war vom 9. Oktober 2001 bis zum 21. Mai 2002 auf dem US-amerikanischen Fernsehsender The WB zu sehen. Die deutschsprachige Erstausstrahlung sendete der österreichische Fernsehsender ORF eins vom 24. März bis zum 26. April 2004.
| Nr. (ges.) | Nr. (St.) | Deutscher Titel                 | Originaltitel                  | Erstausstrahlung USA | Deutschsprachige Erstausstrahlung (A) | Regie                 | Drehbuch                              |
| ---------- | --------- | ------------------------------- | ------------------------------ | -------------------- | ------------------------------------- | --------------------- | ------------------------------------- |
| 22         | 1         | Der Antrag                      | Sadie, Sadie                   | 9. Okt. 2001         | 24. März 2004                         | Amy Sherman-Palladino | Amy Sherman-Palladino                 |
| 23         | 2         | Nicht ohne meine Mutter         | Hammers and Veils              | 9. Okt. 2001         | 25. März 2004                         | Michael Katleman      | Amy Sherman-Palladino                 |
| 24         | 3         | Kalte Füße                      | Red Light on the Wedding Night | 16. Okt. 2001        | 26. März 2004                         | Gail Mancuso          | Daniel Palladino                      |
| 25         | 4         | Auf und davon                   | The Road Trip to Harvard       | 23. Okt. 2001        | 29. März 2004                         | Jamie Babbit          | Daniel Palladino                      |
| 26         | 5         | Ein schwerer Fall               | Nick & Nora/Sid & Nancy        | 30. Okt. 2001        | 30. März 2004                         | Michael Katleman      | Amy Sherman-Palladino                 |
| 27         | 6         | Emily in Nöten                  | Presenting Lorelai Gilmore     | 6. Nov. 2001         | 31. März 2004                         | Chris Long            | Sheila R. Lawrence                    |
| 28         | 7         | Mutprobe                        | Like Mother, Like Daughter     | 13. Nov. 2001        | 1. Apr. 2004                          | Dennis Erdman         | Joan Binder Weiss                     |
| 29         | 8         | Zukunftsträume                  | The Ins and Outs of Inns       | 20. Nov. 2001        | 2. Apr. 2004                          | Michael Katleman      | Daniel Palladino                      |
| 30         | 9         | Romeo und Julia                 | Run Away, Little Boy           | 27. Nov. 2001        | 5. Apr. 2004                          | Danny Leiner          | John Stephens                         |
| 31         | 10        | Schlittenfahrt                  | The Bracebridge Dinner         | 11. Dez. 2001        | 6. Apr. 2004                          | Chris Long            | Daniel Palladino                      |
| 32         | 11        | Das Darlehen                    | Secrets and Loans              | 22. Jan. 2002        | 7. Apr. 2004                          | Nicole Holofcener     | Linda Loiselle Guzik                  |
| 33         | 12        | Vatertag                        | Richard in Stars Hollow        | 29. Jan. 2002        | 8. Apr. 2004                          | Steve Gomer           | Frank Lombardi                        |
| 34         | 13        | Picknick                        | A-Tisket, A-Tasket             | 5. Feb. 2002         | 13. Apr. 2004                         | Robert Berlinger      | Amy Sherman-Palladino                 |
| 35         | 14        | Schlechtes Timing               | It Should Have Been Lorelai    | 12. Feb. 2002        | 14. Apr. 2004                         | Lesli Linka Glatter   | Daniel Palladino                      |
| 36         | 15        | Trautes Heim, Stress allein     | Lost and Found                 | 26. Feb. 2002        | 15. Apr. 2004                         | Gail Mancuso          | Amy Sherman-Palladino                 |
| 37         | 16        | Rivalen                         | There’s the Rub                | 9. Apr. 2002         | 16. Apr. 2004                         | Amy Sherman-Palladino | Sheila R. Lawrence                    |
| 38         | 17        | Eine Hochzeit und ein Todesfall | Dead Uncles and Vegetables     | 16. Apr. 2002        | 19. Apr. 2004                         | Jamie Babbit          | Daniel Palladino                      |
| 39         | 18        | Auf ein Neues                   | Back in the Saddle Again       | 23. Apr. 2002        | 20. Apr. 2004                         | Kevin Dowling         | Linda Loiselle Guzik                  |
| 40         | 19        | Nachhilfe                       | Teach Me Tonight               | 30. Apr. 2002        | 21. Apr. 2004                         | Steve Robman          | Amy Sherman-Palladino                 |
| 41         | 20        | Eine Frau für alle Fälle        | Help Wanted                    | 7. Mai 2002          | 22. Apr. 2004                         | Chris Long            | Allan Heinberg                        |
| 42         | 21        | Ferngesteuert                   | Lorelai’s Graduation Day       | 14. Mai 2002         | 23. Apr. 2004                         | Jamie Babbit          | Daniel Palladino                      |
| 43         | 22        | Herzschmerz                     | I Can’t Get Started            | 21. Mai 2002         | 26. Apr. 2004                         | Amy Sherman-Palladino | Amy Sherman-Palladino & John Stephens |

## Staffel 3
Die Erstausstrahlung der dritten Staffel war vom 24. September 2002 bis zum 20. Mai 2003 auf dem US-amerikanischen Fernsehsender The WB zu sehen. Die deutschsprachige Erstausstrahlung war vom 27. April bis zum 27. Mai 2004 auf dem österreichischen Sender ORF eins zu sehen.
| Nr. (ges.) | Nr. (St.) | Deutscher Titel        | Originaltitel                          | Erstausstrahlung USA | Deutschsprachige Erstausstrahlung (A) | Regie                 | Drehbuch                                   |
| ---------- | --------- | ---------------------- | -------------------------------------- | -------------------- | ------------------------------------- | --------------------- | ------------------------------------------ |
| 44         | 1         | Schwere Entscheidungen | Those Lazy-Hazy-Crazy Days             | 24. Sep. 2002        | 27. Apr. 2004                         | Amy Sherman-Palladino | Amy Sherman-Palladino                      |
| 45         | 2         | Gebrochene Herzen      | Haunted Leg                            | 1. Okt. 2002         | 28. Apr. 2004                         | Chris Long            | Amy Sherman-Palladino                      |
| 46         | 3         | College-Fieber         | Application Anxiety                    | 8. Okt. 2002         | 29. Apr. 2004                         | Gail Mancuso          | Daniel Palladino                           |
| 47         | 4         | Jugendsünden           | One’s Got Class and the Other One Dyes | 15. Okt. 2002        | 30. Apr. 2004                         | Steve Robman          | Daniel Palladino                           |
| 48         | 5         | Ein verpatztes Date    | Eight O’Clock at the Oasis             | 22. Okt. 2002        | 3. Mai 2004                           | Joe Ann Fogle         | Justin Tanner                              |
| 49         | 6         | Faule Eier             | Take the Deviled Eggs…                 | 5. Nov. 2002         | 4. Mai 2004                           | Jamie Babbit          | Daniel Palladino                           |
| 50         | 7         | Tanzmarathon           | They Shoot Gilmores, Don’t They?       | 12. Nov. 2002        | 5. Mai 2004                           | Kenny Ortega          | Amy Sherman-Palladino                      |
| 51         | 8         | Mit List und Tücke     | Let the Games Begin                    | 19. Nov. 2002        | 6. Mai 2004                           | Steve Robman          | Amy Sherman-Palladino & Sheila R. Lawrence |
| 52         | 9         | Stress hoch vier       | A Deep-Fried Korean Thanksgiving       | 26. Nov. 2002        | 7. Mai 2004                           | Kenny Ortega          | Daniel Palladino                           |
| 53         | 10        | Das Winterfest         | That’ll Do, Pig                        | 14. Jan. 2003        | 10. Mai 2004                          | Jamie Babbit          | Sheila R. Lawrence                         |
| 54         | 11        | Wahrheit oder Pflicht  | I Solemnly Swear                       | 21. Jan. 2003        | 11. Mai 2004                          | Carla McCloskey       | John Stephens                              |
| 55         | 12        | Am Haken               | Lorelai Out of Water                   | 28. Jan. 2003        | 12. Mai 2004                          | Jamie Babbit          | Janet Leahy                                |
| 56         | 13        | Babyalarm!             | Dear Emily and Richard                 | 4. Feb. 2003         | 13. Mai 2004                          | Gail Mancuso          | Amy Sherman-Palladino                      |
| 57         | 14        | Blauäugig              | Swan Song                              | 11. Feb. 2003        | 14. Mai 2004                          | Chris Long            | Daniel Palladino                           |
| 58         | 15        | Auf glattem Eis        | Face-Off                               | 18. Feb. 2003        | 17. Mai 2004                          | Kenny Ortega          | John Stephens                              |
| 59         | 16        | Aus der Traum          | The Big One                            | 25. Feb. 2003        | 18. Mai 2004                          | Jamie Babbit          | Amy Sherman-Palladino                      |
| 60         | 17        | In Schutt und Asche    | A Tale of Poes and Fire                | 15. Apr. 2003        | 19. Mai 2004                          | Chris Long            | Daniel Palladino                           |
| 61         | 18        | Das liebe Geld         | Happy Birthday, Baby                   | 22. Apr. 2003        | 21. Mai 2004                          | Gail Mancuso          | Amy Sherman-Palladino                      |
| 62         | 19        | Eine wilde Nacht       | Keg! Max!                              | 29. Apr. 2003        | 24. Mai 2004                          | Chris Long            | Daniel Palladino                           |
| 63         | 20        | Erben gesucht          | Say Goodnight, Gracie                  | 6. Mai 2003          | 25. Mai 2004                          | Jamie Babbit          | Amy Sherman-Palladino & Janet Leahy        |
| 64         | 21        | Vatertag               | Here Comes the Son                     | 13. Mai 2003         | 26. Mai 2004                          | Amy Sherman-Palladino | Amy Sherman-Palladino                      |
| 65         | 22        | Ein starker Abgang     | Those Are Strings, Pinocchio           | 20. Mai 2003         | 27. Mai 2004                          | Jamie Babbit          | Daniel Palladino                           |

## Staffel 4
Die Erstausstrahlung der vierten Staffel war vom 23. September 2003 bis zum 18. Mai 2004 auf dem US-amerikanischen Fernsehsender The WB zu sehen. Die deutschsprachige Erstausstrahlung erfolgte vom 4. Oktober bis zum 5. November 2004 auf dem österreichischen Fernsehsender ORF eins.
| Nr. (ges.) | Nr. (St.) | Deutscher Titel               | Originaltitel                                       | Erstausstrahlung USA | Deutschsprachige Erstausstrahlung (A) | Regie                 | Drehbuch                                 |
| ---------- | --------- | ----------------------------- | --------------------------------------------------- | -------------------- | ------------------------------------- | --------------------- | ---------------------------------------- |
| 66         | 1         | Überraschung!                 | Ballrooms and Biscotti                              | 23. Sep. 2003        | 4. Okt. 2004                          | Amy Sherman-Palladino | Amy Sherman-Palladino                    |
| 67         | 2         | Der erste Tag                 | The Lorelais’ First Day at Yale                     | 30. Sep. 2003        | 5. Okt. 2004                          | Chris Long            | Daniel Palladino                         |
| 68         | 3         | Partyservice                  | The Hobbit, the Sofa and Digger Stiles              | 7. Okt. 2003         | 6. Okt. 2004                          | Matthew Diamond       | Amy Sherman-Palladino                    |
| 69         | 4         | Alarm, Alarm!                 | Chicken or Beef?                                    | 14. Okt. 2003        | 7. Okt. 2004                          | Chris Long            | Jane Espenson                            |
| 70         | 5         | Das war wohl nichts           | The Fundamental Things Apply                        | 21. Okt. 2003        | 8. Okt. 2004                          | Neema Barnette        | John Stephens                            |
| 71         | 6         | Abserviert!                   | An Affair to Remember                               | 28. Okt. 2003        | 11. Okt. 2004                         | Matthew Diamond       | Amy Sherman-Palladino                    |
| 72         | 7         | Still gestanden!              | The Festival of Living Art                          | 4. Nov. 2003         | 12. Okt. 2004                         | Chris Long            | Daniel Palladino                         |
| 73         | 8         | Neue Freunde, neue Feinde     | Die, Jerk                                           | 11. Nov. 2003        | 13. Okt. 2004                         | Tom Moore             | Daniel Palladino                         |
| 74         | 9         | Kleine Geheimnisse            | Ted Koppel’s Big Night Out                          | 18. Nov. 2003        | 14. Okt. 2004                         | Jamie Babbit          | Amy Sherman-Palladino                    |
| 75         | 10        | Eine heimliche Affäre         | The Nanny and the Professor                         | 20. Jan. 2004        | 18. Okt. 2004                         | Peter Lauer           | Scott Kaufer                             |
| 76         | 11        | Der Glöckner von Stars Hollow | In the Clamor and the Clangor                       | 27. Jan. 2004        | 19. Okt. 2004                         | Michael Grossman      | Sheila R. Lawrence & Janet Leahy         |
| 77         | 12        | Abgefahren                    | A Family Matter                                     | 3. Feb. 2004         | 20. Okt. 2004                         | Kenny Ortega          | Daniel Palladino                         |
| 78         | 13        | In Sachen Liebe               | Nag Hammadi Is Where They Found the Gnostic Gospels | 10. Feb. 2004        | 21. Okt. 2004                         | Chris Long            | Amy Sherman-Palladino                    |
| 79         | 14        | Land unter                    | The Incredible Sinking Lorelais                     | 17. Feb. 2004        | 22. Okt. 2004                         | Stephen Clancy        | Amy Sherman-Palladino & Daniel Palladino |
| 80         | 15        | Kaufrausch                    | Scene in a Mall                                     | 24. Feb. 2004        | 25. Okt. 2004                         | Chris Long            | Daniel Palladino                         |
| 81         | 16        | Ein Trauerfall                | The Reigning Lorelai                                | 2. März 2004         | 27. Okt. 2004                         | Marita Grabiak        | Jane Espenson                            |
| 82         | 17        | Partylaune                    | Girls in Bikinis, Boys Doin’ the Twist              | 13. Apr. 2004        | 28. Okt. 2004                         | Jamie Babbit          | Amy Sherman-Palladino                    |
| 83         | 18        | Ach du dickes Ei              | Tick, Tick, Tick, Boom!                             | 20. Apr. 2004        | 29. Okt. 2004                         | Daniel Palladino      | Daniel Palladino                         |
| 84         | 19        | Ausgetrickst                  | Afterboom                                           | 27. Apr. 2004        | 2. Nov. 2004                          | Michael Zinberg       | Sheila R. Lawrence                       |
| 85         | 20        | Alles für die Katz            | Luke Can See Her Face                               | 4. Mai 2004          | 3. Nov. 2004                          | Matthew Diamond       | Amy Sherman-Palladino & Daniel Palladino |
| 86         | 21        | Unter der Haube               | Last Week Fights, This Week Tights                  | 11. Mai 2004         | 4. Nov. 2004                          | Chris Long            | Daniel Palladino                         |
| 87         | 22        | Das erste Mal                 | Raincoats and Recipes                               | 18. Mai 2004         | 5. Nov. 2004                          | Amy Sherman-Palladino | Amy Sherman-Palladino                    |

## Staffel 5
Die Erstausstrahlung der fünften Staffel war vom 21. September 2004 bis zum 17. Mai 2005 auf dem US-amerikanischen Fernsehsender The WB zu sehen. Die deutschsprachige Erstausstrahlung lief vom 7. November bis zum 6. Dezember 2005 auf dem österreichischen Fernsehsender ORF eins.
| Nr. (ges.) | Nr. (St.) | Deutscher Titel       | Originaltitel                 | Erstausstrahlung USA | Deutschsprachige Erstausstrahlung (A) | Regie                 | Drehbuch                           |
| ---------- | --------- | --------------------- | ----------------------------- | -------------------- | ------------------------------------- | --------------------- | ---------------------------------- |
| 88         | 1         | Ohne Worte            | Say Goodbye to Daisy Miller   | 21. Sep. 2004        | 7. Nov. 2005                          | Amy Sherman-Palladino | Amy Sherman-Palladino              |
| 89         | 2         | Ein Brief mit Folgen  | A Messenger, Nothing More     | 28. Sep. 2004        | 8. Nov. 2005                          | Daniel Palladino      | Daniel Palladino                   |
| 90         | 3         | Der Kaffee danach     | Written in the Stars          | 5. Okt. 2004         | 9. Nov. 2005                          | Kenny Ortega          | Amy Sherman-Palladino              |
| 91         | 4         | Wahlkampf             | Tippecanoe and Taylor, Too    | 12. Okt. 2004        | 10. Nov. 2005                         | Lee Shallat-Chemel    | Bill Prady                         |
| 92         | 5         | Ein Date zu viert     | We Got Us a Pippi Virgin      | 19. Okt. 2004        | 11. Nov. 2005                         | Stephen Clancy        | Daniel Palladino                   |
| 93         | 6         | Tanz der Hormone      | Norman Mailer, I’m Pregnant!  | 26. Okt. 2004        | 14. Nov. 2005                         | Matthew Diamond       | James Berg & Stan Zimmerman        |
| 94         | 7         | Sprung ins Ungewisse  | You Jump, I Jump, Jack        | 2. Nov. 2004         | 15. Nov. 2005                         | Kenny Ortega          | Daniel Palladino                   |
| 95         | 8         | Katerstimmung         | The Party’s Over              | 9. Nov. 2004         | 16. Nov. 2005                         | Eric Laneuville       | Amy Sherman-Palladino              |
| 96         | 9         | Auf Männerfang        | Emily Says Hello              | 16. Nov. 2004        | 17. Nov. 2005                         | Kenny Ortega          | Rebecca Rand Kirshner              |
| 97         | 10        | Die Ausreißerin       | But Not as Cute as Pushkin    | 30. Nov. 2004        | 18. Nov. 2005                         | Michael Zinberg       | Amy Sherman-Palladino              |
| 98         | 11        | Auf den Hund gekommen | Women of Questionable Morals  | 25. Jan. 2005        | 21. Nov. 2005                         | Matthew Diamond       | Daniel Palladino                   |
| 99         | 12        | Süße Stunden          | Come Home                     | 1. Feb. 2005         | 22. Nov. 2005                         | Kenny Ortega          | Jessica Queller                    |
| 100        | 13        | Hochzeit in Moll      | Wedding Bell Blues            | 8. Feb. 2005         | 23. Nov. 2005                         | Amy Sherman-Palladino | Amy Sherman-Palladino              |
| 101        | 14        | Wahltag               | Say Something                 | 15. Feb. 2005        | 24. Nov. 2005                         | Daniel Palladino      | Daniel Palladino                   |
| 102        | 15        | So ein Theater!       | Jews and Chinese Food         | 22. Feb. 2005        | 25. Nov. 2005                         | Matthew Diamond       | Amy Sherman-Palladino              |
| 103        | 16        | Dicke Luft            | So… Good Talk                 | 1. März 2005         | 28. Nov. 2005                         | Jamie Babbit          | Lisa Randolph                      |
| 104        | 17        | Hin und weg           | Pulp Friction                 | 8. März 2005         | 29. Nov. 2005                         | Michael Zinberg       | James Berg & Stan Zimmerman        |
| 105        | 18        | Der Traum vom Haus    | To Live and Let Diorama       | 19. Apr. 2005        | 30. Nov. 2005                         | Jackson Douglas       | Daniel Palladino                   |
| 106        | 19        | Der Küchenspion       | But I’m a Gilmore!            | 26. Apr. 2005        | 1. Dez. 2005                          | Michael Zinberg       | Amy Sherman-Palladino              |
| 107        | 20        | Das perfekte Paar     | How Many Kropogs to Cape Cod? | 3. Mai 2005          | 2. Dez. 2005                          | Jamie Babbit          | Bill Prady & Rebecca Rand Kirshner |
| 108        | 21        | Kurzschluss           | Blame Booze and Melville      | 10. Mai 2005         | 5. Dez. 2005                          | Jamie Babbit          | Daniel Palladino                   |
| 109        | 22        | Auszeit               | A House Is Not a Home         | 17. Mai 2005         | 6. Dez. 2005                          | Amy Sherman-Palladino | Amy Sherman-Palladino              |

## Staffel 6
Die Erstausstrahlung der sechsten Staffel war vom 13. September 2005 bis zum 9. Mai 2006 auf dem US-amerikanischen Fernsehsender The WB zu sehen. Die deutschsprachige Erstausstrahlung der ersten vier Episoden und der Episoden sechs bis zwölf sendete der österreichische Fernsehsender ORF eins vom 26. August bis zum 16. September 2006 bzw. vom 7. Oktober bis zum 18. November 2006. Die restlichen Episoden wurden am 26. September 2006 und vom 28. November 2006 bis zum 6. Februar 2007 auf dem deutschen Fernsehsender VOX erstausgestrahlt.
| Nr. (ges.) | Nr. (St.) | Deutscher Titel           | Originaltitel                           | Erstausstrahlung USA | Deutschsprachige Erstausstrahlung (A/D) | Regie                 | Drehbuch                                 |
| ---------- | --------- | ------------------------- | --------------------------------------- | -------------------- | --------------------------------------- | --------------------- | ---------------------------------------- |
| 110        | 1         | Funkstille                | New and Improved Lorelai                | 13. Sep. 2005        | 26. Aug. 2006                           | Amy Sherman-Palladino | Amy Sherman-Palladino                    |
| 111        | 2         | Frisch gestrichen!        | Fight Face                              | 20. Sep. 2005        | 2. Sep. 2006                            | Daniel Palladino      | Daniel Palladino                         |
| 112        | 3         | Der Schoko-Hund           | The UnGraduate                          | 27. Sep. 2005        | 9. Sep. 2006                            | Michael Zinberg       | David S. Rosenthal                       |
| 113        | 4         | Eiszeit                   | Always a Godmother, Never a God         | 4. Okt. 2005         | 16. Sep. 2006                           | Robert Berlinger      | Rebecca Rand Kirshner                    |
| 114        | 5         | Nachbeben                 | We’ve Got Magic to Do                   | 11. Okt. 2005        | 26. Sep. 2006                           | Michael Zinberg       | Daniel Palladino                         |
| 115        | 6         | Wahnsinn mit Methode      | Welcome to the Doll House               | 18. Okt. 2005        | 7. Okt. 2006                            | Jackson Douglas       | Keith Eisner                             |
| 116        | 7         | Einundzwanzig             | Twenty-One Is the Loneliest Number      | 25. Okt. 2005        | 14. Okt. 2006                           | Robert Berlinger      | Amy Sherman-Palladino                    |
| 117        | 8         | Freischwimmer             | Let Me Hear Your Balalaikas Ringing Out | 8. Nov. 2005         | 21. Okt. 2006                           | Kenny Ortega          | Daniel Palladino                         |
| 118        | 9         | Die verlorene Tochter     | The Prodigal Daughter Returns           | 15. Nov. 2005        | 28. Okt. 2006                           | Amy Sherman-Palladino | Amy Sherman-Palladino                    |
| 119        | 10        | Geldsegen                 | He’s Slippin’ ’Em Bread… Dig?           | 22. Nov. 2005        | 4. Nov. 2006                            | Kenny Ortega          | Daniel Palladino                         |
| 120        | 11        | Das perfekte Brautkleid   | The Perfect Dress                       | 10. Jan. 2006        | 11. Nov. 2006                           | Jamie Babbit          | Amy Sherman-Palladino                    |
| 121        | 12        | Hochzeitsstress           | Just Like Gwen and Gavin                | 17. Jan. 2006        | 18. Nov. 2006                           | Stephen Clancy        | Daniel Palladino                         |
| 122        | 13        | Ein fast perfektes Dinner | Friday Night’s Alright for Fighting     | 31. Jan. 2006        | 28. Nov. 2006                           | Kenny Ortega          | Amy Sherman-Palladino                    |
| 123        | 14        | Hausverbot                | You’ve Been Gilmored                    | 7. Feb. 2006         | 5. Dez. 2006                            | Stephen Clancy        | Jordon Nardino                           |
| 124        | 15        | Reif für die Insel        | A Vineyard Valentine                    | 14. Feb. 2006        | 12. Dez. 2006                           | Daniel Palladino      | Daniel Palladino                         |
| 125        | 16        | Versumpft                 | Bridesmaids Revisited                   | 28. Feb. 2006        | 19. Dez. 2006                           | Linda Mendoza         | Rebecca Rand Kirshner                    |
| 126        | 17        | Mit Sack und Pack         | I’m OK, You’re OK                       | 4. Apr. 2006         | 2. Jan. 2007                            | Lee Shallat Chemel    | Keith Eisner                             |
| 127        | 18        | Rache ist süß             | The Real Paul Anka                      | 11. Apr. 2006        | 9. Jan. 2007                            | Daniel Palladino      | Daniel Palladino                         |
| 128        | 19        | Trinkfest                 | I Get a Sidekick Out of You             | 18. Apr. 2006        | 16. Jan. 2007                           | Amy Sherman-Palladino | Amy Sherman-Palladino                    |
| 129        | 20        | Letzte Rettung            | Super Cool Party People                 | 25. Apr. 2006        | 23. Jan. 2007                           | Ken Whittingham       | David S. Rosenthal                       |
| 130        | 21        | Verpflegt noch mal        | Driving Miss Gilmore                    | 2. Mai 2006          | 30. Jan. 2007                           | Jamie Babbit          | Amy Sherman-Palladino & Daniel Palladino |
| 131        | 22        | Ganz oder gar nicht       | Partings                                | 9. Mai 2006          | 6. Feb. 2007                            | Amy Sherman-Palladino | Amy Sherman-Palladino & Daniel Palladino |

## Staffel 7
Die Erstausstrahlung der siebten Staffel war vom 26. September 2006 bis zum 15. Mai 2007 auf dem US-amerikanischen Fernsehsender The CW zu sehen. Die deutschsprachige Erstausstrahlung sendete der deutsche Fernsehsender VOX vom 26. Oktober 2007 bis zum 14. März 2008.
| Nr. (ges.) | Nr. (St.) | Deutscher Titel        | Originaltitel                                  | Erstausstrahlung USA | Deutschsprachige Erstausstrahlung (D) | Regie              | Drehbuch                                   |
| ---------- | --------- | ---------------------- | ---------------------------------------------- | -------------------- | ------------------------------------- | ------------------ | ------------------------------------------ |
| 132        | 1         | Abgeschossen           | The Long Morrow                                | 26. Sep. 2006        | 26. Okt. 2007                         | Lee Shallat-Chemel | David S. Rosenthal                         |
| 133        | 2         | Scherbenhaufen         | That’s What You Get, Folks, for Makin’ Whoopee | 3. Okt. 2006         | 26. Okt. 2007                         | Bethany Rooney     | Rebecca Rand Kirshner                      |
| 134        | 3         | Knigge-Girls           | Lorelai’s First Cotillion                      | 10. Okt. 2006        | 2. Nov. 2007                          | Lee Shallat-Chemel | Rina Mimoun                                |
| 135        | 4         | Rein platonisch        | ’S Wonderful, ’S Marvelous                     | 17. Okt. 2006        | 9. Nov. 2007                          | Victor Nelli, Jr.  | Gayle Abrams                               |
| 136        | 5         | Vergurkt noch mal!     | The Great Stink                                | 24. Okt. 2006        | 16. Nov. 2007                         | Michael Schultz    | Gina Fattore                               |
| 137        | 6         | Essen macht fertig     | Go, Bulldogs!                                  | 7. Nov. 2006         | 23. Nov. 2007                         | Wil Shriner        | David S. Rosenthal & Rebecca Rand Kirshner |
| 138        | 7         | Stadt der Liebe        | French Twist                                   | 14. Nov. 2006        | 30. Nov. 2007                         | Lee Shallat-Chemel | David Babcock                              |
| 139        | 8         | Ausgewohnt             | Introducing Lorelai Planetarium                | 21. Nov. 2006        | 7. Dez. 2007                          | Lee Shallat-Chemel | Jennie Snyder                              |
| 140        | 9         | Verstrickt             | Knit, People, Knit!                            | 28. Nov. 2006        | 14. Dez. 2007                         | Lee Shallat-Chemel | David Grae                                 |
| 141        | 10        | Kindersegen            | Merry Fisticuffs                               | 5. Dez. 2006         | 21. Dez. 2007                         | Jackson Douglas    | David S. Rosenthal                         |
| 142        | 11        | Zwischen den Jahren    | Santa’s Secret Stuff                           | 23. Jan. 2007        | 28. Dez. 2007                         | Lee Shallat-Chemel | Rebecca Rand Kirshner                      |
| 143        | 12        | Mister Sorglos         | To Whom It May Concern                         | 30. Jan. 2007        | 4. Jan. 2008                          | Jamie Babbit       | David Babcock                              |
| 144        | 13        | Am offenen Herzen      | I’d Rather Be in Philadelphia                  | 6. Feb. 2007         | 11. Jan. 2008                         | Lee Shallat-Chemel | Rebecca Rand Kirshner                      |
| 145        | 14        | Tierisch traurig       | Farewell, My Pet                               | 13. Feb. 2007        | 18. Jan. 2008                         | Jamie Babbit       | Jennie Snyder                              |
| 146        | 15        | Im Rausch vereint      | I Am a Kayak, Hear Me Roar                     | 20. Feb. 2007        | 25. Jan. 2008                         | Lee Shallat-Chemel | Rebecca Rand Kirshner                      |
| 147        | 16        | Schiff Ahoi!           | Will You Be My Lorelai Gilmore?                | 27. Feb. 2007        | 1. Feb. 2008                          | David Paymer       | Gayle Abrams & Gina Fattore                |
| 148        | 17        | Drei und keine zuviel  | Gilmore Girls Only                             | 6. März 2007         | 8. Feb. 2008                          | Lee Shallat-Chemel | David Babcock                              |
| 149        | 18        | Das Frühlingslabyrinth | Hay Bale Maze                                  | 17. Apr. 2007        | 15. Feb. 2008                         | Stephen Clancy     | Rebecca Rand Kirshner                      |
| 150        | 19        | Ausgebremst            | It’s Just Like Riding a Bike                   | 24. Apr. 2007        | 22. Feb. 2008                         | Lee Shallat-Chemel | Jennie Snyder                              |
| 151        | 20        | Für immer              | Lorelai? Lorelai?                              | 1. Mai 2007          | 29. Feb. 2008                         | Bethany Rooney     | David S. Rosenthal                         |
| 152        | 21        | Die Abschlussfeier     | Unto the Breach                                | 8. Mai 2007          | 7. März 2008                          | Lee Shallat-Chemel | David Babcock & Jennie Snyder              |
| 153        | 22        | Die letzte Klappe      | Bon Voyage                                     | 15. Mai 2007         | 14. März 2008                         | Lee Shallat-Chemel | David S. Rosenthal                         |

## Gilmore Girls: Ein neues Jahr
Am 25. November 2016 wurde die Miniserie Gilmore Girls: Ein neues Jahr auf der Video-on-Demand-Seite Netflix veröffentlicht.
| Nr. | Deutscher Titel | Originaltitel | Erstveröffentlichung USA | Deutschsprachige Erstveröffentlichung (D/A/CH) | Regie                 | Drehbuch              |
| --- | --------------- | ------------- | ------------------------ | ---------------------------------------------- | --------------------- | --------------------- |
| 1   | Winter          | Winter        | 25. Nov. 2016            | 25. Nov. 2016                                  | Amy Sherman-Palladino | Amy Sherman-Palladino |
| 2   | Frühling        | Spring        | 25. Nov. 2016            | 25. Nov. 2016                                  | Daniel Palladino      | Daniel Palladino      |
| 3   | Sommer          | Summer        | 25. Nov. 2016            | 25. Nov. 2016                                  | Daniel Palladino      | Daniel Palladino      |
| 4   | Herbst          | Fall          | 25. Nov. 2016            | 25. Nov. 2016                                  | Amy Sherman-Palladino | Amy Sherman-Palladino |